# دوري سان مارينو 1998–99
دوري سان مارينو 1998–99 (بالإيطالية: Campionato Dilettanti 1998-1999)‏ هو الموسم 14 من  دوري سان مارينو. أشرف على تنظيمه اتحاد سان مارينو لكرة القدم، وكان عدد الأندية المشاركة فيه  16، وفاز فيه SC Faetano ‏.